# Кеной
Кено́й (каз. Кеңой) — село у складі Бокейординського району Західноказахстанської області Казахстану. Входить до складу Уялинського сільського округу.
Населення — 95 осіб (2021; 267 у 2009, 190 у 1999, 516 у 1989).